# 大至尊
大至尊（英語：Massive Sovereign），是一匹在愛爾蘭和香港受訓練的賽駒，來港後前期練馬師是葉楚航，後期是游達榮。此駒於香港出賽僅第二場，就勝出了香港打吡大賽，並打破了香港馬王「金鎗六十」所創造的香港打吡大賽（2000米途程）賽事紀錄時間。

## 經歷
出生於愛爾蘭的「大至尊」父系來自「真金不換」，服役時出賽六次獲四冠兩亞，包括法國的一級賽莫尼大賽，退役後配種已經有不少一級賽冠軍，例如「滴酒不沾」、「大熊仔」等；母系則是Sweet Charity，出賽曾3勝1600米至2100米。「大至尊」來港前稱為「百年劇院」（Broadhurst），週歲時於2021年Goffs Orby Yearling Sale以620,000歐元成交，由古摩亞賽馬集團擁有，並交由練馬師岳伯仁訓練。「百年劇院」於愛爾蘭和英國服役時獲得5戰2冠2亞的成績，當中於愛爾蘭冠軍賽馬日的一場1400米讓賽，由莫雅策騎，於直路上以大後上的方法從最後追上勝出，姿態非常銳目。
其後，「百年劇院」被古摩亞賽馬集團決定賣出，由香港年輕馬販Andy Lo 為馬主陳金雄買入，並隨即送往香港訓練。馬匹來港後加盟前冠軍練馬師葉楚航馬房，並改名為「大至尊」（Massive Sovereign）。

### 2023/2024賽季
11月來港後，「大至尊」以72分起步，曾經三次試閘，當中一次的1600米試閘更只於「浪漫勇士」和「將王」等馬匹後輕鬆跟跑得第四，姿態吸引。隨後「大至尊」配上潘頓，於香港經典盃賽日的一場三班2000米作為在香港的出道戰，但香港賽馬已經有30年沒有馬匹可以一出即勝出2000米的賽事，上一匹已經是1994年由方祿麟訓練的「飛馬皇子」，所以「大至尊」未出道已經十分具話題性。結果於比賽當日，「大至尊」於全程守於較後的位置，最後於直路上望空一攻而破，大勝三個馬位勝出，勝出的姿態非常輕鬆。賽後「大至尊」被加至82分，練馬師葉楚航表示馬匹會直攻三個星期後的香港打吡大賽。
於3月24日的打吡大賽，雖然只是「大至尊」第二次在香港出賽，但已經成為大賽中的次熱門。不過，對手是已經勝出的四歲馬經典賽事系列頭兩關賽事的大熱門「驕陽明駒」，以及其他已經有不少在香港出賽的四歲馬匹，所以不少人在賽前對「大至尊」亦有不少疑問。最後於比賽中，「大至尊」繼續沿用上仗跑法，全程守於較後的位置，最後直路上穿插馬群中間，不斷追逐大逃的「嘉應傳承」，最後以頸位之差勝出，成為評分改制後評分最低的香港打吡冠軍外，更成為打吡改制2000米後首匹在香港出賽第二次便已經勝出打吡大賽的馬匹。大至尊完成打吡的時間1:59.85，更將2020年馬王「金鎗六十」打吡的紀錄時間2:00.15推前了0.3秒，成為打吡時間的紀錄保持者。賽後，練馬師葉楚航表示對「大至尊」非常有信心，如今馬匹為自己取得從練首個打吡殊榮，為繼取得練馬師冠軍之後，人生的第二個高潮，可惜師父簡炳墀早前已經去世，分享不到喜悅，但要十分感激他的栽培。騎師潘頓則表示能夠找到此駒並與牠攜手勝出打吡大賽，感到非常榮幸，說道「大至尊」本身競賽態度良好。牠抵港至今一直顯得相當適應，而於賽事中的尾段或許已顯得有點疲累，但牠依然奮力拼搏，並摘下錦標。並說出「我不太肯定牠將來的成就有多高，且讓時間証明一切，但直至這一刻，牠已不負所望。」賽後，「大至尊」被加25分至107分，創下近年加分之最高紀錄。
於打吡大賽後，「大至尊」隨後出戰女皇盃及香港冠軍暨遮打盃，務求盡快取得一級賽殊榮，但都分別受濕慢地及距離適性不足影響，而先後取得第八名及第六名。

### 2024/2025賽季
於暑假過後，「大至尊」首先出戰婦女銀袋賽，但最後表現平平，於直路上衝刺一般，負於頭馬三個馬位取得第六名。其後「大至尊」打算出戰香港盃，但於比賽前的一課試閘後，被驗出左後球節受傷，因此退出比賽並進入休養。其後在12月24日，正式轉投游達榮馬房（因為同主家族已有「大輝煌」放在游達榮訓練）。

## 在港勝出賽事全紀錄
| 比賽日期   | 賽事名稱             | 賽事班次 | 賽道 | 賽事路程 | 比賽馬場 | 名次 | 完成時間 | 騎師 |
| ---------- | -------------------- | -------- | ---- | -------- | -------- | ---- | -------- | ---- |
| 03/03/2024 | 森麻實讓賽           | 第三班   | 草地 | 2000米   | 沙田馬場 | 1    | 2:02.37  | 潘頓 |
| 24/03/2024 | 寶馬香港打吡大賽2024 | 四歲馬   | 草地 | 2000米   | 沙田馬場 | 1    | 1:59.85  | 潘頓 |

## 在港一級賽出賽全紀錄
| 比賽日期   | 賽事名稱         | 賽事班次 | 賽道 | 賽事路程 | 比賽馬場 | 名次 | 完成時間 | 騎師 |
| ---------- | ---------------- | -------- | ---- | -------- | -------- | ---- | -------- | ---- |
| 28/04/2024 | 富衛保險女皇盃   | G1       | 草地 | 2000米   | 沙田馬場 | 8    | 2:02.33  | 潘頓 |
| 26/05/2024 | 渣打冠軍暨遮打盃 | G1       | 草地 | 2400米   | 沙田馬場 | 6    | 2:26.46  | 潘頓 |

## 外部連結
- . 2024-03-24  [2024-03-24]. （原始内容存档于2024-03-24）.